# Wilson-kór
A Wilson-kór egy autoszomális recesszív öröklődésű ritka genetikai betegség, mely a réz kóros felhalmozódásával jár a szervezetben, elsősorban a máj, az agy és a vese szöveteiben, súlyosan károsítva ezzel azok működését. Előfordulási gyakorisága 30/1 000 000.

## Jellegzetes tünetek
Az első tünetek rendszerint 4 és 30 éves kor között jelentkeznek. A gyermekekre a májkárosodás, májgyulladás tünetei jellemzők, felnőttkorban a neurológiai tünetek - beszédzavarok, végtagremegés, nyelési és mozgászavarok, stb. - lesznek hangsúlyosabbak.
- A has megnagyobbodása
- Lépmegnagyobbodás
- Sárgaság
- Vérhányás
- Gyengeség
- Az alkar és a kezek remegése
- Nyelészavar
- Az izomtónus fokozódása
- Csont- és ízületi fájdalmak
- Lassú, nehezen kontrollált, akadozó mozgás
- A nyak, a fejizmok és a karok gyengesége
- Nehéz beszéd
- Érzelmi és viselkedési problémák
- Zavartság
- Értelmi leépülés

A tünetek nagyon hasonlóak az idült májbetegséggel szövődött Parkinson-kórhoz, ami arra enged következtetni, hogy a réz lerakódása elsősorban az agytörzs azon területeinek pusztulását okozza, ahol a dopamin nevű ingerületátvivő anyag termelődik. A betegség jellemzően tanulási és viselkedési zavarokkal kezdődik, a beteg életkilátásait azonban a májzsugorodás súlyosbodása határozza meg.

## Diagnózis
A diagnózis felállítása történhet:
- Szemészeti vizsgálattal, ahol az esetek 50-60%-ában kimutatható a Kayser–Fleischer-gyűrű, ami egy rozsdabarna elszíneződés a szivárványhártya körül.

- Fizikális vizsgálattal tapintható a máj és lép megnagyobbodása.

- Neurológiai vizsgálattal a Parkinson-szindrómára jellemző ataxia (a mozgáskoordináció zavara), tremor (izomremegés), izommerevség (rigiditás), értelmi lelassulás (bradifrénia) igazolható.

- Laboratóriumi vizsgálattal:
  - Alacsony vérszérum cöruloplazmin szint
  - A vizeletben magas, a szérumban alacsony rézszint
  - Vérszegénység, csökkent fehérvérsejt-szám
  - Kóros májfunkció, emelkedett májenzimek és bilirubin
  - Alacsony szérum húgysavszint

- Radiológiai vizsgálatokkal:

Hasi CT-vel vagy MRI-vel a májzsugorodás igazolható.
- Májbiopsziával: A májból tűvel történő szövetmintát vesznek, ebben a falósejtekben mikroszkópos vizsgálattal kimutatható a lerakódott réz.

- Génvizsgálattal: a Wilson-kórra specifikus ATP7B gén mutációjának kimutatására irányul. Az ATP7b gén H1069Q mutációja a magyarországi betegek 70%-ánál kimutatható de több mint 500 genetikai elváltozás ismeretes, ami megmagyarázza a kórlefolyás széles spektrumát. A méhen belül jelenleg nem mutatható ki a Wilson-kór.

## Kezelés
A kezelés célja kettős: egyrészt az évek alatt felhalmozódott rezet kell eltávolítani, másrészt meg kell akadályozni, hogy újra felszaporodjon. A rézfelszívódás csökkenthető szájon át adott cinksókkal és rézszegény diéta segítségével. A trientin és D-penicillamin gyógyszer-hatóanyagok a vérben kötik meg a rezet, és segíti annak ürülését a vizelettel. A kezelésnek egész életen át tartania kell.

## Kilátások
A Wilson-kór gyógyíthatatlan betegség, megfelelő kezeléssel az élet meghosszabbítható, minősége javítható. A betegség kezelés nélkül súlyos rokkantsághoz, halálhoz vezet. Korai diagnózis esetén a betegek teljes életet élhetnek.